# Tony Umez
Tony Umez, né le 23 août 1964 à Ogidi (en) dans l'État d'Anambra au Nigeria, est un acteur nigérian. 
Il a joué dans plus de 200 films Nollywood en anglais et en yoruba depuis ses débuts en 1994 dans le film Died Wretched : Buried in N2.3m Casket

## Biographie

### Enfance et études
Tony Umez est né à Ogidi, dans l'État d'Anambra. Sa mère est originaire de l'État de Cross River tandis que son père est originaire d'Ogidi, le même endroit où il est né. Malgré son origine igbo, il ne parle pas igbo mais peut parler couramment l'efik, la langue de sa mère. Umez a grandi à Lagos où il a fait ses études primaires et secondaires. Il est également titulaire d'une licence et d'une maîtrise en anglais et en droit international et diplomatie, respectivement, de l'université de Lagos.

### Carrière
Il a commencé à jouer la comédie dès ses études secondaires, où il s'est produit sur scène et dans des pièces de théâtre. En 1993, l'acteur rejoint Nollywood. Ses deux films ne lui rapportent pas un centime, ce qui le pousse à quitter l'industrie pendant quelques années.
Il revient dans l'industrie en 1997 et joue dans le film The Princess, mais c'est le film Died Wretched, sorti en 1998, qui le fait connaître.

## Filmographie
- 1997 : The Princess
- 1998 : Died Wretched
- 1999 : Pains
- 2003 : Demon in law